# Морлаци
Морлаци је био егзоним који се користио за руралне заједнице у Лици и Далматинској Загори. Термин је првенствено кориштен за влашке пастирске заједнице у планинама Далмације и Млетачке републике од друге половине 14. до почетка 16. вијека. Касније, када се заједница налазила на млетачко-османској граници у 17. вијеку, термин се односио на словенско говорно становништво, претежно православно, а у мањој мјери католичко. Егзоним је престао да се користи крајем 18. вијека и добио је увриједљив смисао. Порастом националне свијести током 19. вијека, становништво далматинске Загоре стекло је српску или хрватску националну свијест.

## Етимологија
Ријеч Морлак изведена је из италијанске ријечи Morlacco и латинских Morlachus или Murlachus, што је когнат грчке ријечи Μαυροβλάχοι, што у преводу значи „Црни Власи”. У неким редакцијама Љетописа попа Дукљанина из 16. вијека, за њих се користи назив Морлаци или Nigri Latini (Црни Латини). Петар Скок је предложио изведеницу из латинског maurus и грчког maurós (црно), двоглас au и av указују на далматоромански лексички остатак.
Постоји неколико тумачења етнонима и фразе „моро/мавро/мауро власи”. Директан превод имена Моровласи на српски значи „Црни Власи”. Сматрало се да се „црно” односи на смеђу тканину њихове одјеће. Млетачко далматински историчар Иван Лучић из 17. вијека сугерише да је то заправо значило „Црни Латини”, у односу на „Бијеле Латине” у приобалним подручјима. Млетачки писац Алберто Фортис из 18. вијека у својој књизи „Viaggio in Dalmazia” (срп. Путовања по Далмацији; 1774), у којој је опширно писао о Морлацима, сматрао је да назив потиче од ријечи море, што би значи да су Морлаци Морски Власи. Буњевце у Далмацији он назива католички Морлаци. Хрватски писац Иван Ловрић из 18. вијека, разматрајући Фортисов рад, мислио је да је назив дошао из ријечи море и (в)лац(с)и (јаки, моћни), додајући да су Грци за Горњу Влашку користили назив Maurovlachia и да су Морлаци то име доњели са собом. Румунски лингвиста Чичероне Погирк нуди слично тумачење које значи „Сјеверни Латини”, што је изведено из индоевропске праксе да се стране свијета означавају бојама. Друге теорије указују да се назив односи на њихове кампове и пашњаке који се налазе на „црним” мјестима, или да је деноним изведен из области ријеке Мораве, или из Морејског полуострва, или, према Доминику Мандићу, од афричких Мавра.

## Поријекло и култура
Рани Морлаци били су романизовани аутохтони балкански народи, већином илирског поријекла. Етимологија егзонима указује на везу са Власима, али како је наведено у Фортисовом дјелу „Viaggio in Dalmazia”, они су у то вријеме говорили словенским језиком. Због миграција из разних дијелова Балкана, име је дато каснијим заједницама. Морлаци су били и православне и католичке вјероисповијести.
Исправним тумачењем Фортисове студије о Морлацима, које је он добро упознао, може се закључити да су то били Срби у Далмацији, Лици и Херцеговини, иако он то, као и други (хрватски и католички тумачи) вешто избегава. Тако он наводи да је то народ са примитивним али и „непоквареним” (цивилизацијом) патријархалним начином живота. Уочио је да ти становници Далмације (судећи по много чему) немају исто порекло као Загорци (Хрвати), а говоре језиком — наречјем који је најсличнији рашанском (српском) и бугарском говору. Примећује да су Морлаци као народ „оба закона” (вере) — римског и грчког обреда (православног), помиње њему Италијану стран словенски обред и свечани дан заштитника обитељи (кућна слава); а тај „народ” могу чинити (бити) зна се само подељени, православни Срби и покатоличени Срби. Даље, када говори о етнолошким особеностима, описује ношњу и понајвише свадбене обичаје (свадбе) који су обреди готово исти по цијелој пространој земљи у којој живе Морлаци (хоће рећи код католика и православаца!). Истиче морлачко празноверје, веровање у вампире, те обичаје свирала гусала и играња кола, па старе српске народне песме попут женидбе „Сибињанина Јанка” са Темишварком Јањом, и помоћ младожењиног нећака Секула. Из његове квалитетне студије о некаквим „тајанственим” Морлацима са Приморја, назире се даља судбина тог гостољубивог и јуначког „народа”, који је одједном „нестао”, након пада Млетачке републике. Срби католици, које он назива „Морлаци западног обреда” хрватизацијом постали су захваљујући Илирском политичком покрету — дични Хрвати, а погрдни синоним Морлака — Власи је остао резервисан за преостале малобројније Србе православце; ту непожељне и прогоњене, до наших дана.
Фортис је примјетио физичку разлику између Морлака; они из околине Котора, Сиња и Книна углавном су били плавокоси, са плавим очима и широким лицима, док су они из околине Задварје и Вргорца углавном били смеђокоси са уским лицима. Били су и различите природе. Иако су често посматрали становнике из урбаних подручја као странце и „оне људе” из периферије — провидура, Ђорђи Гримани их описује као „дивље, али не несавладиве” природе, Едвард Гибон за њих каже да су „варвари”, а Фортис је похвалио њихово „племенито дивљаштво”, морал, породицу и пријатељске врлине, али се пожалио на њихову упорност у очувању старе традиције. Открио је да су пјевали меланхоличке стихове епских пјесама о османској владавини, чије је пјевање пратио традиционални једножичани инструмент гусле. Током његови путовања, открио је оно што је сматрао „морлачком баладом”, Хасанагиницу. Манфред Белер и Јозеф Лирсен идентификовали су културне особине Морлака са јужнословенским и српски етнотипом.
Они су живјели као пастири и трговци, али и као војници. Занемаривали су пољопривредне радове, углавном нису имали баште и воћњаке, осим оних који су природна расли, а посједовали су старе пољопривредне алатке. Ловрић описује ово као: „шта наши преци нису радили, нећемо ни ми”. Стада морлачких породица су бројала од 200 до 600 јединки, док су оне сиромашне имале од 40 до 50, од којих су добијали млијеко и правили разне млијечне производе. „Влашки” или „романски” традиционални систем бројања оваца у паровима (до — два, пато — четири, шасто — шест, шопћи — осам, зећи — десет) био је присутан у неким планинским областима далматинске Загоре, Буковице, Велебита и Ћићарије.
Савременик Ивана Ловрића је забиљежио да су Морлаци били Словени, који су словенски боље говорили од Дубровчана (због растуће италијанизације далматинске обале). Бошко Десница (1886—1945), након проучавања млетачких докумената, закључио је да Млечани нису разликовали Словене у Далмацији, и да је језик и писмо у региону означавано као Illirico (срп. илирски) или Servian. Ловрић није правио разлику између Морлака/Влаха у Далмацији и Црној Гори, које је сматрао Словенима, и није му уопште сметала чињеница да су Морлаци претежно православни хришћани. Фортис је примјетио да су сукоби између православних и католичких Морлака били чести.
Вицко Змајевић је из Задра писао 5. и 14. фебруара 1720. помињући Србе морлаке (morlachi Seruiani).
Гашпар Петар Вињалић је о Морлацима написао да су грчког обреда и да су доселили из Босне, Рашке и Србије. 

## Историја

### Рана историја
Прво помињање термина Морлаци десило се истовремено са појавом Влаха у хрватским документима из раног 14. вијека; мјесни свештеник на острву Крк 1321. године поклонио је земљиште цркви („до земље Кнеже, ке се зову влашке”), док су Власи 1322. године били савезници Младена II Шубића у бици у залеђу Трогира.
У овим раним документима не постоји препознатљива разлика између термина Власи и Морлаци. Употреба термина Морлаци први пут је потврђено 1344. године, када су Морлаци поменути у земљама око Книна и Крбаве током сукоба између грофова из породица Курјаковић и Нелипић. Споразумом из 1352. годин којим је договорена продаја соли из Задра Мелтачкој републици, Задар задржава дио соли који Морлаци и други извозе копном. Морлаци су 1362. населили, без дозволе, земљу око Трогира и користили је за испашу неколико мјесеци. У статуту Сења из 1388. године, Франкопани помињу Морлахе и одређују количину времена коју су имали за испашу када сиђу са планине. Морлаци су 1412. године заузели млетачку тврђаву Островица. У августу 1417. године, млетачке власти су биле забринуте због „Морлаха и осталих Словена” из залеђа, који су били пријетља безбједности Шибеника.
Рани Власи су вјероватно живјели на територији Хрватске и прије 14. вијека, који су били потомци романизованих Илира и предсловенског романског говорног становништва. Током 14. вијека, морлачка насеља су већ постојала на већем дијелу данашње Хрватске, од острва Крк на сјеверу, око планина Велебит и Динара и дуж ријека Крка и Цетина на југу. Ти Власи, до краја 14. и 15. вијека, су престали, ако су икада и говорили, говорити својим романским језиком, или су барем били двојезични. Када су прихватили словенски језик, једина „влашка” карактеристика која је код њих преостала било је сточарство. Такозвани Истрорумуни наставили су да говоре својим истрорумунским језиком у селима око Чепићког језера у Истри, док су друге заједнице у планинама изнад језера сачувале штокавско-чакавско нарјечје са икавским изговором из јужног Велебита и подручја око Задра.
Власи (Морлаци) који су населили Истру (око планине Ћићарије), послије разних разорних епидемија куге и ратова између 1400. и 1600. године, стигавши до острва Крк. Њихови потомци су данашњи Истрорумуни. Постоје помињања 1465. и 1468. године морлачког судије Герга Бодолића и влашког сељака Микуле, у Крки и Цриквеници. Млетачка колонизација Истре (и Ћићарије) дошла је најкасније почетком двадесетих година 16. вијека, а било је неколико случајева када су се Власи вратили у Далмацију.

### 16. вијек
Како су многи бивши становници хрватско-османског граничног појаса побјегли на сјевер или су их заробили османски освајачи, те области су остале ненасељене. Аустријско царство успоставило је Војне крајине 1522, које су служиле као тампон зоне према Османском царству. У то вријеме, „Власи” су се налазили у османској, али и у аустријској и млетачкој војсци, и насељавали су обје стране.
Неколико група Морлака је 1592. године имигрирало и затражило да се упосле као војни колонисти. У почетку, постојале су тензије између тих досељеника и успостављених ускока. Генерал провидур Кристофоро Валијер је 1593. године поменуо три народа који чине ускоке: „родом из Сења, Хрвати и Морлаци из турских дијелова”.
Назив „Морлак” је постао и топоним; планина Велебит је названа Montagne della Morlacca (Морлачка планина), док је Велебитски канал добио назив Canale della Morlacca (Морлачки канал).
Од 16. вијека па надаље, историјски термин је мијењао значење, већином у млетачким документима, Морлацима се обично сматрају досељеници, и православци и католици, са подручја које је освојило Османско царство у западном Балкану (превенствено Босна и Херцеговина). Они су населили млетачко-османску границу, у залеђу приморских градова, а ступили су у млетачку војну службу почетком 17. вијека.

### 17. вијек
За вријеме Кандијског (1645—1669) и Морејског рата (1684—1699), велики број Морлака је населио унутрашњој далматинских вароши, као и Равне Котаре. Они су имали велико војно искуство и познавали су локалну територију, а служили су као плаћени војници и у млетачкој и османској војсци. Њихова активност је била слична ускочкој. За њихову војну службу додјељивано им је земљиште, као и ослобођење од пореза, а дата су им права која су их ослободила од пуног порезног закона (само 1⁄10 приноса), због чега су се многи придружили „морлачкој” или „млетачкој” војсци.
У то вријеме, неке угледне морлачке војне вође, који су опјевани у епској пјесми, били су: Јанко Митровић, Илија и Стојан Јанковић, Петар, Илија и Фрањо Смиљанић, Стјепан и Марко Сорић, Вук Мандушић, Илија Пераица, Шимун Бортулачић, Божо Милковић, Станислав Сочивица и грофови Фрањо и Јурај Поседарски. Иако су Морлаци отприлике подједнако били и православне и католичке вјероисповјести, породица Митровић Јанковић је била предводник православних Морлака, док је породица Смиљанић била предводник католичких Морлака.
Након распада Млетачке републике 1797. године, и њеног нестанка из Далмације, термин Морлаци је нестао из употребе.
Код Морлака је био развијен култ Краљевића Марка.

## Насљеђе
За вријеме просветитељства и романтизма, Морлаци су виђени као „модел примитивног словенства” и „духови пастирске Аркадије”. Привукли су пажњу путописаца из 17. вијека Жакоба Спуна и Џорџа Вилера, као и писаца из 18. вијека Јохана Готфрида фон Хердера и Јохана Волфганга Гетеа, који су своје пјесма означили као „морлачке” (њем. Morlackisch). На карневалу у Венецији 1793. године била је тачка о Морлацима, Gli Antichi Slavi, која је извођена, а 1802. године је поново приказан као балет Le Nozze dei Morlacchi. На почетку 19. вијека, и даље су посматрани као реликвија из примитивне прошлости и синоним за варварски народ, инспирисали су научнофантастичног писца Херберта Џорџа Велса (Морлок), док су везене женске ногавице подсјетиле Томаса Грејема Џексона на изглед жена америчких старосједилаца. У 20. вијеку, Алис Ли Мок, као и многе друге жене путници, у свом филму о путовању из 1914. године „Delightful Dalmatia”, истиче живописни призор морлачких жена и мушкараца у својим народним ношњама, од којих задарски трг изгледа као сценска поставка и које изражавају жалост због доласка нове цивилизације.
На Балкану је термин Морлак постао увриједљив, који указује на планинске људе — заостале људе, и сами Морлаци (Срби и Хрвати) су замрзили термин. На хрватским пописима становништва није било појединаца који су се изјашњавали као Морлаци.
Италијански сир Морлако, познат и под називима Морлак, Бурлах или Бурлако, добио је назив по морлачким сточарима и шумарима који су живјели у области Монте Грапа.
„Морлаки” (итал. Morlacchi) италијанско је презиме, које и данас постоји. Људи који носе то презиме очигледно потичу од Морлака који су асимиловани у италијанско друштво.